# Ilya Tsymbalar
Ilia Vladimirovitch Tsymbalar (en russe : Илья Владимирович Цымбаларь), né le 17 juin 1969 à Odessa et mort le 28 décembre 2013 dans cette même ville, est un footballeur russo-ukrainien ayant joué au poste milieu de terrain entre 1986 et 2002.

## Biographie

### Carrière de joueur
En tant que joueur, Tsymbalar passe le plus gros de sa carrière au Tchornomorets Odessa, club de sa ville natale où il est formé puis évolue de 1989 à 1993, remportant la Coupe d'Ukraine en 1992, et au Spartak Moscou, pour qui il joue de 1993 à 1999 et remporte notamment le championnat russe à six reprises et la Coupe de Russie deux fois. Ses performances avec le club lui valent d'être élu footballeur russe de l'année en 1995. Sa fin de carrière le voit brièvement passer par le Lokomotiv Moscou puis l'Anji Makhatchkala. 
Il est élu meilleur joueur de Russie en 1995.

### Carrière internationale
Il évolue sous le maillot de la sélection ukrainienne à trois reprises en 1992 avant de changer d'allégeance pour la Russie, avec qui il joue vingt-huit matchs pour quatre buts inscrits entre 1994 et 1999 et prend part aux phases finales de la Coupe du monde 1994 et de l'Euro 1996.

### Carrière d'entraîneur
À la fin de sa carrière de joueur, il devient brièvement vice-président de l'Anji Makhatchkala avant de rejoindre l'encadrement du Spartak Moscou en 2003. Après un passage à Khimki entre 2004 et 2006, il obtient son premier poste d'entraîneur principal au Spartak-MJK Riazan en juin 2006, qu'il amène à une promotion en deuxième division avant de se retirer au mois de décembre suivant. Il est par la suite nommé à la tête du FK Nijni Novgorod en février 2008 avant de s'en aller en juin pour des raisons familiales. Il retrouve le banc du club en novembre avant de démissionner à nouveau en janvier 2009. Il est nommé par la suite adjoint d'Igor Lediakhov au Chinnik Iaroslavl entre décembre 2009 et mai 2010 puis à Khimki de décembre 2010 à mars 2011.
Tsymbalar décède d'une crise cardiaque le 28 décembre 2013, à l'âge de 44 ans,.

## Statistiques

### Statistiques de joueur
| Saison                | Club                  | Championnat           | Championnat | Championnat | Coupe(s) nationale(s) | Coupe(s) nationale(s) | Compétition(s) continentale(s) | Compétition(s) continentale(s) | Compétition(s) continentale(s) | Total | Total |
| Saison                | Club                  | Division              | M.          | B.          | M.                    | B.                    | Comp.                          | M.                             | B.                             | M.    | B.    |
| 1987                  | SKA Odessa            | D3                    | 20          | 2           | -                     | -                     | -                              | -                              | -                              | 20    | 2     |
| 1988                  | SKA Odessa            | D3                    | 45          | 7           | 1                     | 0                     | -                              | -                              | -                              | 46    | 7     |
| 1989                  | SKA Odessa            | D3                    | 18          | 4           | 2                     | 0                     | -                              | -                              | -                              | 20    | 4     |
| Sous-total            | Sous-total            | Sous-total            | 83          | 13          | 3                     | 0                     | -                              | -                              | -                              | 86    | 13    |
| 1989                  | Tchernomorets Odessa  | D1                    | 15          | 1           | 3                     | 0                     | -                              | -                              | -                              | 18    | 1     |
| 1990                  | Tchernomorets Odessa  | D1                    | 25          | 3           | 11                    | 1                     | C3                             | 4                              | 1                              | 40    | 5     |
| 1991                  | Tchernomorets Odessa  | D1                    | 30          | 4           | 3                     | 1                     | -                              | -                              | -                              | 33    | 5     |
| 1992                  | Tchornomorets Odessa  | D1                    | 17          | 5           | 6                     | 2                     | -                              | -                              | -                              | 23    | 7     |
| 1992-1993             | Tchornomorets Odessa  | D1                    | 14          | 1           | 2                     | 0                     | C2                             | 4                              | 2                              | 20    | 3     |
| Sous-total            | Sous-total            | Sous-total            | 101         | 14          | 25                    | 4                     | -                              | 8                              | 3                              | 134   | 21    |
| 1993                  | Spartak Moscou        | D1                    | 26          | 3           | 1                     | 0                     | C1                             | 6                              | 2                              | 33    | 5     |
| 1994                  | Spartak Moscou        | D1                    | 27          | 6           | 4                     | 0                     | C1+C1                          | 4+7                            | 0                              | 42    | 6     |
| 1995                  | Spartak Moscou        | D1                    | 21          | 8           | 1                     | 0                     | C1                             | 6                              | 1                              | 28    | 9     |
| 1996                  | Spartak Moscou        | D1                    | 21          | 9           | 2                     | 0                     | C1+C3                          | 2+3                            | 0                              | 28    | 9     |
| 1997                  | Spartak Moscou        | D1                    | 11          | 4           | 2                     | 0                     | C1+C3                          | 2+1                            | 0                              | 16    | 4     |
| 1998                  | Spartak Moscou        | D1                    | 29          | 10          | 5                     | 4                     | C3+C1                          | 4+8                            | 0+5                            | 46    | 19    |
| 1999                  | Spartak Moscou        | D1                    | 11          | 2           | -                     | -                     | C1                             | 4                              | 0                              | 15    | 2     |
| Sous-total            | Sous-total            | Sous-total            | 146         | 42          | 15                    | 4                     | -                              | 49                             | 8                              | 210   | 54    |
| 2000                  | Lokomotiv Moscou      | D1                    | 10          | 0           | 3                     | 2                     | C3                             | 1                              | 1                              | 14    | 3     |
| 2001                  | Anji Makhatchkala     | D1                    | 8           | 0           | 2                     | 0                     | C3                             | 1                              | 0                              | 11    | 0     |
| 2002                  | Anji Makhatchkala     | D1                    | 8           | 1           | -                     | -                     | -                              | -                              | -                              | 8     | 1     |
| Sous-total            | Sous-total            | Sous-total            | 26          | 1           | 5                     | 2                     | -                              | 2                              | 1                              | 33    | 4     |
| Total sur la carrière | Total sur la carrière | Total sur la carrière | 356         | 70          | 51                    | 10                    | -                              | 59                             | 12                             | 466   | 92    |

### Statistiques d'entraîneur
| Spartak-MJK Riazan | 10 juin 2006    | décembre 2006 | 29 | 21 | 2 | 6  | 72,4 |
| FK Nijni Novgorod  | 13 février 2008 | 23 juin 2008  | 15 | 7  | 2 | 6  | 46,7 |
| Total              | Total           | Total         | 44 | 28 | 4 | 12 | 63,6 |

## Palmarès
Tchornomorets Odessa
- Vainqueur de la Coupe de la fédération soviétique en 1990.
- Vainqueur de la Coupe d'Ukraine en 1992.

 Spartak Moscou
- Champion de Russie en 1993, 1994, 1996, 1997, 1998 et 1999.
- Vainqueur de la Coupe de Russie en 1994 et 1998.

 Lokomotiv Moscou
- Vainqueur de la Coupe de Russie en 2000.

Distinctions personnelles
- Élu meilleur footballeur de Russie en 1995.